# Johnny Powers
Dennis Waters, conosciuto come Johnny Powers (Hamilton, 20 marzo 1943 – West Lincoln, 30 dicembre 2022), è stato un wrestler e imprenditore canadese.

## Biografia
È diventato lottatore professionista all'età di 20 anni, dopo aver abbandonato l'università.
Ha aderito, per un breve periodo, alla World Wide Wrestling Federation. In seguito, ha co-fondato, insieme a Pedro Martinez, la National Wrestling Federation, associazione acquisita, nel 1973, dalla New Japan Pro-Wrestling.
È ricordato per essere il primo atleta ad aver indossato la NWF Heavyweight Championship, nel 1970. La cintura è diventata, successivamente, il principale titolo della NJPW.

## Personaggio

### Mossa finale
- Figure-four leglock

### Soprannome
- The Blonde Bomber

## Titoli
- National Wrestling Federation
  - NWF Heavyweight Championship (2)
  - NWF World Tag Team Championship (2)